# ریچارد کروسپه
ریچارد کروسپه (به آلمانی: Richard Zven Kruspe)متولد ۲۴ جون ۱۹۶۷ آلمان شرقی ست. نام دیگرش Bernstein است. گیتار الکتریک، گیتار باس (بیس) و کیبورد می‌نوازد.
یک نوازنده آلمانی است. او گیتار لید گروه نویه دویچه هرته رامشتاین است.
او در سال ۱۹۹۹ با Caron Bernstein دورگهٔ آمریکایی-آفریقایی ازدواج کرد و پس از پنج سال زندگی مشترک جدا شد و بعد از جدایی در سال ۲۰۰۴ اسم خود را دوباره به «کروسپه» برگرداند.
او در گروه‌های متال راک Rammstein، Emigrate، Orgasm Death Gimmick, Forst Arsch فعالیت کرده‌است.
در اکتبر ۱۹۸۹ وقتی هنوز دیوار برلین فرو نریخته بود، ریچارد از زیر گذری بیرون آمد و کاملاً اتفاقی خود را در تظاهرات سیاسی عظیمی دید. او از ناحیهٔ سر دچار آسیب شد و تنها بخاطر حضور اتفاقی در تظاهرات دستگیر شد و به مدت شش روز زندانی شد.
پس از آزادی از زندان تصمیم به ترک آلمان شرقی گرفت و از راه مجارستان به بلوک غربی آلمان رفت. اما بعد از فروریختن دیوار برلین به شرق آلمان بازگشت.
سال ۱۹۹۴ «ریچارد”, “اولیور» و «کریستف» که باهم زندگی می‌کردند در پی تشکیل گروهی متفاوت با سبکی جدید از موسیقی بودند که در همان سال با ورود «تیل» به جمعشان «رامشتاین» را پایه ریزی کردند.
اودختری به نام Khira Li Lindemann متولد ۱۹۹۱ دارد. فامیل «لینده من» او به این دلیل است که مادر Khira قبلاً با «تیل» ازدواج کرده بوده و پس از جدایی نام فامیل او را حفظ کرده! ریچارد و مادر Khira هرگز باهم ازدواج نکردند.
همچنین او انگلیسی سلیس صحبت می‌کند و برای گروه Emigrate به انگلیسی می‌خواند.